# Asociación Serbia de Fútbol Americano
La Asociación Serbia de Fútbol Americano (SAAF) es una organización que regula el fútbol americano en Serbia. Con sede en Belgrado, fue fundada en 2003. El presidente actual es Nikola Davidović. 

## Historia
La Asociación Serbia de Fútbol Americano fue establecida en 2003. El primer club se fundó un año antes en Sremska Mitrovica, conocido como Sirmium Legionaries. Poco después, se crearon equipos como Wild Boars Kragujevac, Wolves Belgrade, Panthers Pančevo y Stids Niš, allanando el camino para la primera temporada bajo la organización de la asociación.
Debido a limitaciones financieras, la liga inicial se jugó sin el equipo adecuado. En 2006, cuatro equipos serbios equipados para el fútbol americano se unieron a la Liga SELAF, una liga regional que cubría el sureste de Europa. Estos clubes incluían a Novi Sad Dukes, Wild Boars Kragujevac, Wolves Belgrade y Sirmium Legionaries. Los otros 11 equipos sin equipamiento jugaron en una liga separada, dividida en grupos Norte y Sur según su ubicación geográfica.
Al año siguiente, en 2007, se jugó en Serbia la primera temporada de liga con equipos completamente equipados, mientras que siete equipos sin equipamiento disputaron su última temporada en esas condiciones. Para 2008, todos los equipos participantes en Serbia ya contaban con el equipo necesario.
Las reglas del campeonato nacional de fútbol americano en Serbia no siguen las regulaciones de la NFL, sino las de la NCAA, que presentan algunas diferencias con las reglas de la liga profesional.
En 2008, hubo una división dentro de la SAAF, lo que llevó a la formación de dos asociaciones paralelas: SAFS, liderada principalmente por Wild Boars Kragujevac y Belgrade Blue Dragons, y SAAF, conformada por Wolves Belgrade, Novi Sad Dukes y varios otros clubes. Afortunadamente, este período fue breve, y para la temporada 2011 los clubes se reunificaron bajo una sola asociación.
En esa temporada, 20 clubes participaron en la competición, divididos en tres divisiones: Central, Norte y Sur. Los campeones de Serbia fueron los Belgrade Vukovi, que vencieron al equipo local Wild Boars en una emocionante final en Kragujevac, presenciada por más de 1000 espectadores.
Los siguientes tres años estuvieron marcados por el dominio de los Wolves, ganando los campeonatos en 2012, 2013 y 2014. En 2015, Novi Sad Dukes consiguieron su primer título en la historia del club, completando una temporada perfecta con una victoria invicta de 25-23 sobre Vukovi Belgrade en la final. Este triunfo también les aseguró el título de la Liga CEFL, donde los finalistas compitieron junto a Silverhawks Ljubljana y Blue Devils Sinoplex.
Desde 2016, Wild Boars Kragujevac tomaron el control, ganando cuatro títulos consecutivos. Derrotaron a Vukovi Belgrade en tres ocasiones (2016, 2018 y 2019) y a Novi Sad Dukes en 2017.

## Presidentes
- Vuk Dinčić (2010–2013)
- Rade Rakočević (2013-2017)
- Branko Vučinić (2017-2021)
- Nikola Davidović (2021-presente) [2]

## Ver más
- Selección nacional de fútbol americano de Serbia
- Liga Nacional Serbia